# Pelecanoides garnotii

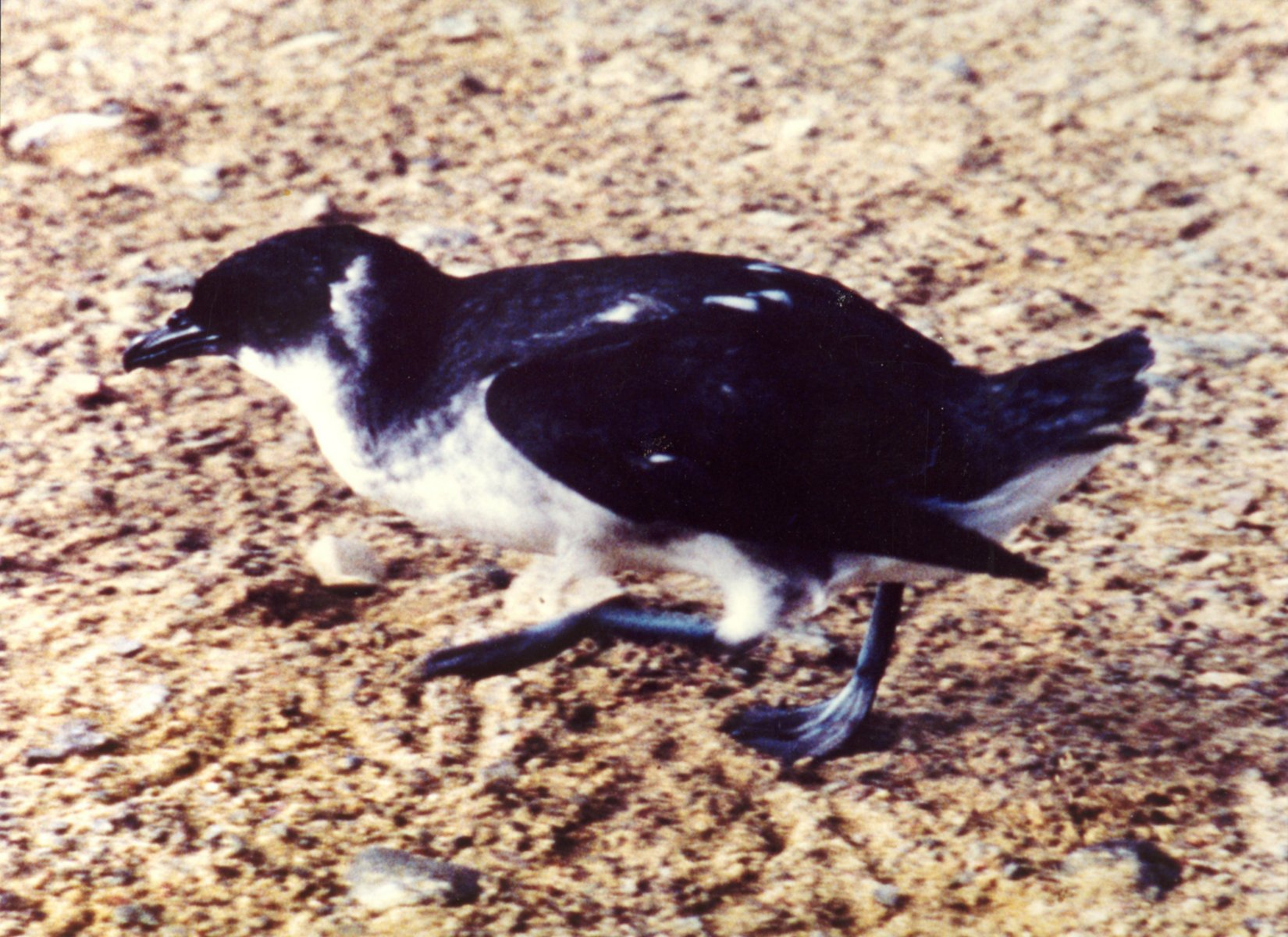
Pelecanoides garnotii al oeste del Callao, Perú

El potoyunco peruano (Pelecanoides garnotii) es una especie de ave procelariforme de la familia Pelecanoididae. Otros nombres comunes: potoyunco común, yunco.

## Descripción
Los potoyuncos están emparentados con los albatros. Su apariencia es muy similar a la de los petreles. A diferencia de estos otros, los orificios nasales se abren hacia arriba en vez de hacia adelante.
Estas aves acostumbran lanzarse de picada al agua. Lo cual lo hacen para zambullirse o simplemente para reposar en la superficie.
Los potoyuncos se pasan el día en busca de crustáceos y peces, de los que se alimenta, retornando al nido sólo durante la noche. Por lo general hacen el nido en hoyos en la tierra o en grietas entre las rocas. La nidada consiste en un solo huevo.
El potoyunco peruano mide 15 cm y pesa 200 g. Su cabeza y dorso son negros y su pecho es blanco. Vive en las islas y es un excelente buceador. Se alimenta principalmente de anchoveta y de zooplancton. Se reproduce durante todo el año; la hembra pone un solo huevo que se incuba en 9 a 10 semanas en galerías excavadas en el suelo o en el guano. En el Perú, las únicas colonias reproductivas de potoyuncos se encuentran en las islas Corcovado, San Gallán y La Vieja, estas dos últimas ubicadas en la Reserva nacional de Paracas. En 1996 los científicos calcularon que existían sólo 13 000 parejas en estas dos islas.

## Distribución
Se distribuye únicamente en las costas del Perú y Chile influenciadas por las frías aguas de la corriente de Humboldt. En el Perú se halla desde la isla Lobos de Tierra (departamento de Lambayeque) hasta Tacna.

## Problemas de conservación
El potoyunco solía ser muy abundante, pero su población disminuyó principalmente debido a la extracción del guano de las islas, en el que excava su nido. También sufre la captura directa de los pescadores que los atrapan y consumen sus huevos, y muchos quedan atrapados en redes de pesca. El uso de dinamita en la pesca puede causar la muerte de esta y otras especies marinas. Algunos animales mueren al ingerir trozos de plástico que flotan en el mar. 

## Situación legal
El potoyunco peruano está considerado como «especie en peligro crítico» según la legislación nacional de Perú (Decreto Supremo Nº034-2004-AG el Ministerio de Agricultura), lo que quiere decir que enfrenta peligro inmediato de desaparecer.